# Rodrigo Duterte
Rodrigo Roa Duterte (ur. 28 marca 1945 w Maasin) – filipiński polityk, trzykrotny burmistrz Davao w latach 1988–1998, 2001–2010 i 2013–2016, w latach 2016–2022 prezydent Filipin. Pełnił funkcję burmistrza miasta Davao oraz wiceburmistrza tego miasta w latach 1986–1987 i 2010–2013. Deputowany do filipińskiej Izby Reprezentantów z okręgu Davao w latach 1998–2001.

## Biografia

### Dzieciństwo i młodość
Rodrigo Duterte urodził się 28 marca 1945 roku w Maasin. Jest synem Vicentego G. Duterte, prawnika z ludu Visayan oraz Soledad Duterte, nauczycielki. Dziadek Rodrigo Duterte był z pochodzenia Chińczykiem. Według Duterte w wieku szesnastu lat miał dokonać zabójstwa za pomocą noża. Rodrigo został wyrzucony z dwóch liceów za złe zachowanie, jednak udało mu się dostać na studia prawnicze na Uniwersytecie San Beda. Przed obroną pracy na uczelni miał strzelić do człowieka, który dokuczał mu z powodu jego pochodzenia. Po ukończeniu studiów prawniczych rozpoczął praktyki w biurze prokuratora miejskiego w Davao i w ciągu dziesięciu lat awansował z czwartego na drugiego asystenta prokuratora.
W wieku czternastu lub piętnastu lat Duterte miał paść ofiarą molestowania seksualnego. Na wniosek Konferencji Biskupów Katolickich Filipin polityk wskazał na sprawcę ojca Marka Falveya, zmarłego w 1975 roku jezuitę. Duterte wcześniej nie mówił o napaści, gdyż był za młody i obawiał się, że nikt nie uwierzy w jego relację.

### Burmistrz Davao
W 1986 roku Rodrigo Duterte wybrano na burmistrza Davao. Jako burmistrz zasłynął z poprawy bezpieczeństwa w mieście. Rzeczywiści i domniemani przestępcy byli mordowani przez stworzone przez Duterte szwadrony śmierci. Przed wyborami prezydenckimi w 2016 roku media poinformowały, że Duterte osobiście mordował przestępców. W grudniu 2016 roku Duterte przyznał, że zabił trzy osoby. Według zeznań emerytowanego oficera policji Arturo Lascanasa członkowie szwadronów śmierci otrzymywali od 20 tys. do 100 tys. pesos za zamordowaną osobę, a sam Duterte osobiście zabił ok. 200 osób. Według relacji Edgara Matabato (byłego szefa jednego ze szwadronów śmierci) Duterte ukrywał się pod pseudonimem Charlie Mike i osobiście zabił za pomocą pistoletu maszynowego Uzi agenta służby bezpieczeństwa. Na rozkaz Duterte Edgar Matabato ćwiartował ciała ofiar i wrzucał je na pożarcie krokodylom lub do morza. W latach 1988–2013 szwadrony śmierci zabiły co najmniej 1000 osób. Według szacunków filipińskiego prawnika Jude Sabio Duterte jest odpowiedzialny za zamordowanie 9400 niewinnych osób.
13 sierpnia 1989 roku z więzienia Davao uciekło 16 przestępców. Osadzeni byli członkami gangu Wild Boys of DaPeCol. Liderzy gangu, Felipe Pugoya i Mohammad Nazir Samparani, wcześniej uciekli z więzienia. Uciekinierom udało się porwać 15 protestanckich misjonarzy w organizacji Radosne Zgromadzenie Boga. Rodrigo Duterte uczestniczył w dwudniowych negocjacjach. W tym czasie kryminaliści wielokrotnie zgwałcili, a następnie zabili australijską misjonarkę Jacqueline Hamill. Operacja zakończyła się zastrzeleniem przestępców. Podczas ataku zginęło także pięcioro zakładników. Przed wyborami prezydenckimi w 2016 roku ujawniono nagranie, w którym Duterte przyznał, że śmierć Hamill była stratą, gdyż nie mógł jako burmistrz mieć ją pierwszy.

### Wybory prezydenckie w 2016 roku
Przed wyborami prezydenckimi Duterte wielokrotnie przyznawał, że zabijał ludzi. Dzięki jego polityce wobec przestępców w Davao na Filipinach zaczął być postrzegany jako „bohater mas”. 9 maja 2016 roku Duterte jako kandydat socjalistów wygrał wybory prezydenckie, zdobywając 16 601 997 głosów (39%). 30 maja 2016 roku Rodrigo Duterte został zaprzysiężony na 16. Prezydenta Filipin.

### Prezydent Filipin
Wkrótce po objęciu urzędu prezydenta ogłosił kampanię antynarkotykową, w ramach której państwo zaczęło wypłacać po 5 tys. pesos za każdego zabitego narkomana i do 15 tys. pesos za każdego zabitego dilera. Według ujawnionych przez Senat informacji, do 22 sierpnia 2016 roku zabito 1779 osób oskarżonych o posiadanie lub handel narkotykami. 712 z nich straciło życie z rąk policji, a reszta to efekt samosądów i porachunków. 12 grudnia 2016 przyznał, iż zażywał fentanyl w celu uśmierzenia bólu powstałego po wypadku motocyklowym, lecz zaprzestał stosowania leku po namowie lekarza, który stwierdził u niego nadużywanie tego opioidu. Po tym oświadczeniu wielu filipińskich polityków wezwało prezydenta do przedstawienia informacji na temat stanu swojego zdrowia. W ramach walki z korupcją Duterte nakazał zniszczyć samochody odebrane urzędnikom. W październiku 2017 roku policja zakończyła walkę z narkomanią, zaś jej obowiązki przejęła specjalna agencja rządowa.
Pod koniec maja 2017 roku islamskie bojówki zaatakowały miasto Marawi. W odpowiedzi prezydent ogłosił stan wyjątkowy na wyspie Mindanao w celu wyeliminowania zagrożenia ze strony radykałów.
Rodrigo Duterte jest oskarżany o łamanie praw człowieka. W sierpniu 2017 roku Duterte stwierdził, że należy strzelać do osób, przeszkadzających w walce z przestępcami narkotykowymi. Deklaracja spotkała się z krytyką organizacji Human Rights Watch. W lutym 2018 roku Międzynarodowy Trybunał Karny (MTK) wszczął dochodzenie przeciwko prezydentowi Filipin. MTK oskarżyło prezydenta o śmierć prawie 4 tys. osób, zabitych w ramach antynarkotykowej kampanii. W odpowiedzi marcu 2018 roku Duterte zapowiedział, że nakarmi krokodyle przedstawicielami Międzynarodowego Trybunału Karnego, jeśli przyjadą do Filipin w celu zbadania stanu przestrzegania praw człowieka. Według Amnesty International działania Duterte mogą zostać uznane za zbrodnie przeciwko ludzkości.
Walka z narkotykowymi dilerami spotkała się z krytyką Kościoła katolickiego. W odpowiedzi prezydent Filipin oskarżył księży o korupcję, homoseksualizm i wykorzystywanie dzieci. Wypowiedź Duterte padła dzień po spotkaniu jego doradcy Jesusa Dureza i papieża Franciszka w Watykanie.
11 marca 2025 został aresztowany i umieszczony w bazie sił powietrznych w Manili w celu postawienia przed Międzynarodowym Trybunałem Karnym.